# Château de Castellote

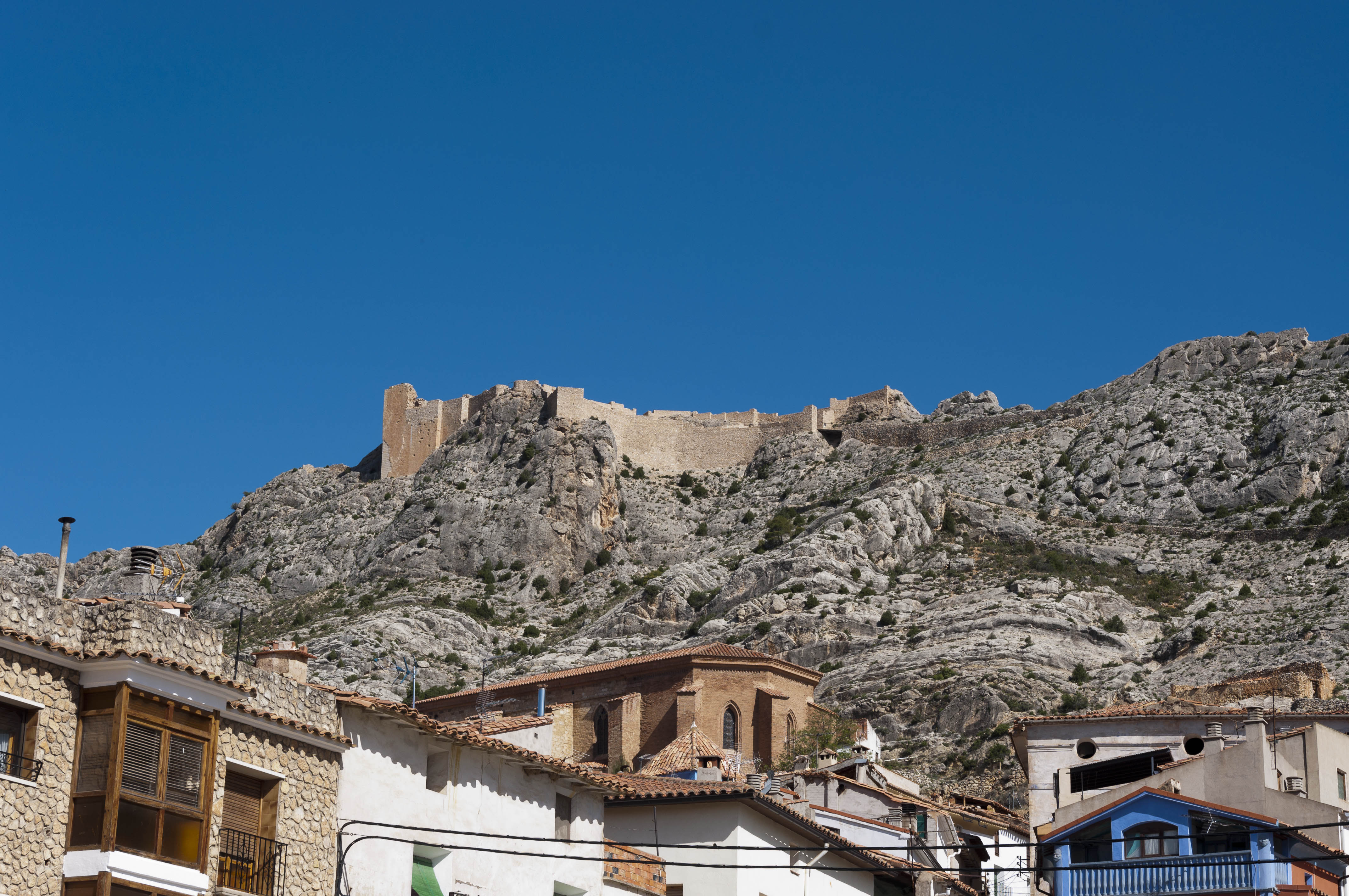
Forteresse de Castellote

Le château de Castellote est une ancienne forteresse templière située à Castellote (Teruel, Aragon), en Espagne.

## État de conservation
Le château de Castellote est en ruines.

## Référence
- FUGET SANS Joan, Castelotte, L'architecture militaire des commanderies templières de la couronne d'Aragon, La commanderie, Comité des travaux historiques et scientifiques, Edition du Conservatoire du Larzac templiers et hospitaliers 2002,  (ISBN 2-7355-0485-9)